# Shrek the Third: Original Motion Picture Score
Shrek the Third: Original Motion Picture Score è la colonna sonora del film del 2007 Shrek terzo, terzo capitolo nella serie di Shrek. La colonna sonora è stata composta dall'autore britannico Harry Gregson-Williams.

## Tracce
Musiche di Harry Gregson-Williams.
1. The Royal Treatment – 2:31
2. Fatherly Dreams – 2:19
3. The Frog King Dies – 2:51
4. Another Adventure – 2:33
5. Little Ogre Feet – 1:53
6. Worcestershiree? – 1:53
7. Charmed & Dangerous – 3:25
8. Artie's Sob Story – 1:33
9. A Warm & Fuzzy Navel – 2:17
10. The Campfire – 1:34
11. The Hook Attack – 1:22
12. Merlin – 1:48
13. The Trip Home – 2:15
14. Princess Resistance – 2:26
15. The Dressing Room – 2:19
16. The Show Begins – 2:03
17. King Arthur – 3:30
18. (Almost) Alone at Last – 2:01

Durata totale: 40:33